# Heteropachylus thelydrias
Espèce
Heteropachylus thelydrias est une espèce d'opilions laniatores de la famille des Gonyleptidae.

## Distribution
Cette espèce est endémique de Bahia au Brésil.

## Systématique et taxinomie
Cette espèce a été décrite par Abreu et Mendes en 2022.

## Publication originale
- Abreu & Mendes, 2022 : « Description and phylogenetic positioning of a new species of Heteropachylus Roewer, 1913 (Opiliones, Gonyleptidae, Heteropachylinae). » Studies on Neotropical Fauna and Environment, vol. 57, no 2, p. 83–95.